# مطرقة المنعكسات

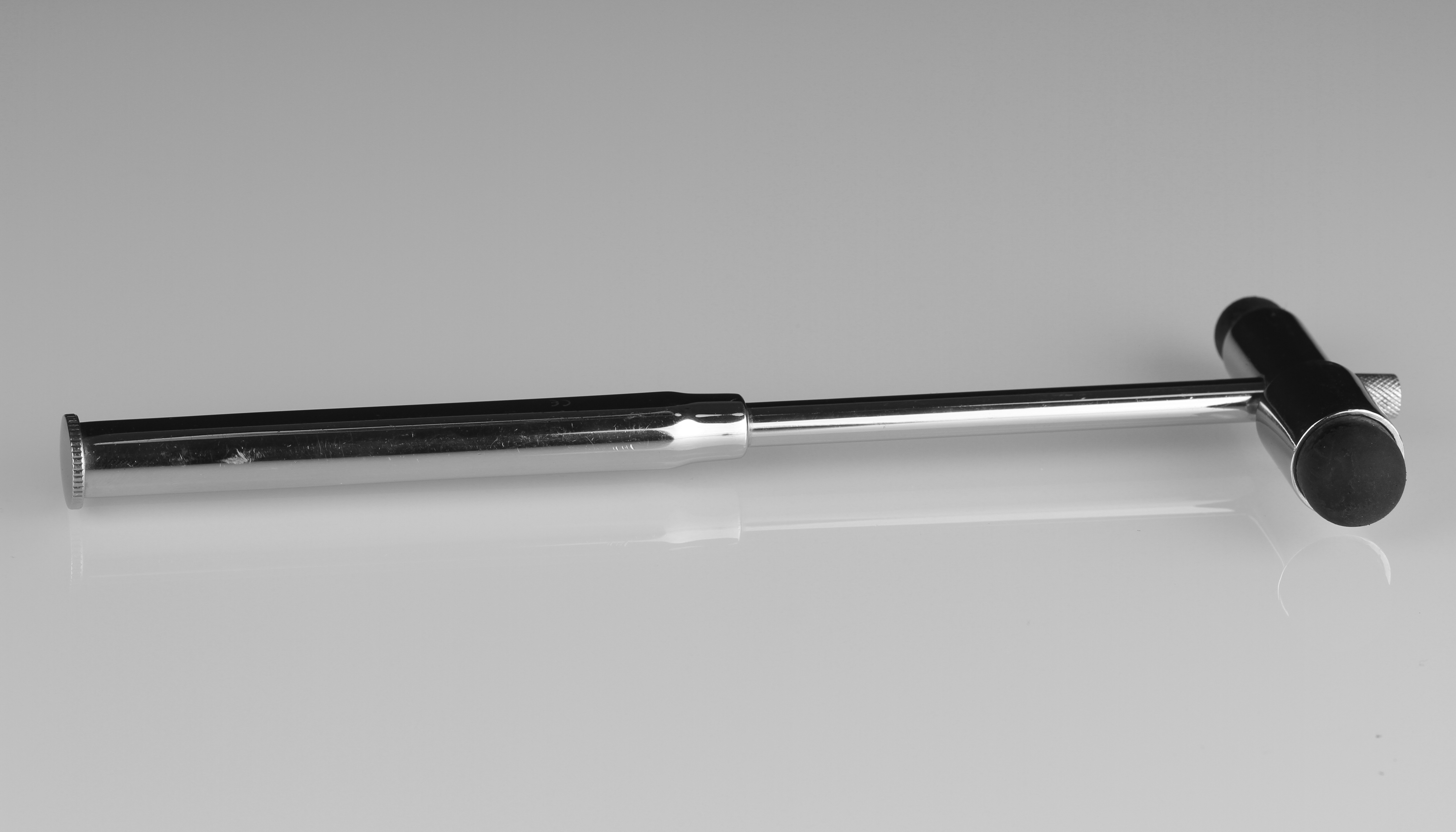
مطرقة انعكاس من نوع تايلور.

مطرقة المنعكسات هي عبارة عن جهاز طبي يستخدمه الأطباء لفحص انعكاسات الأوتار.
فحص الانعكاس هو جزء هام من الاختبارات العصبية لاكتشاف أي خلل في عمل الجهاز العصبي المركزي أو الجهاز العصبي المحيطي.

## طرازات مطارق الانعكاس
- مطرقة انعكاس تايلور أو توماهوك صممت من قبل ماديسون تايلور في عام 1888.[1] وهي أشهر أنواع مطارق الانعكاس في الولايات المتحدة الأمريكية، وتتكون من مثلث من المطاط موصول إلى مقبض معدني.

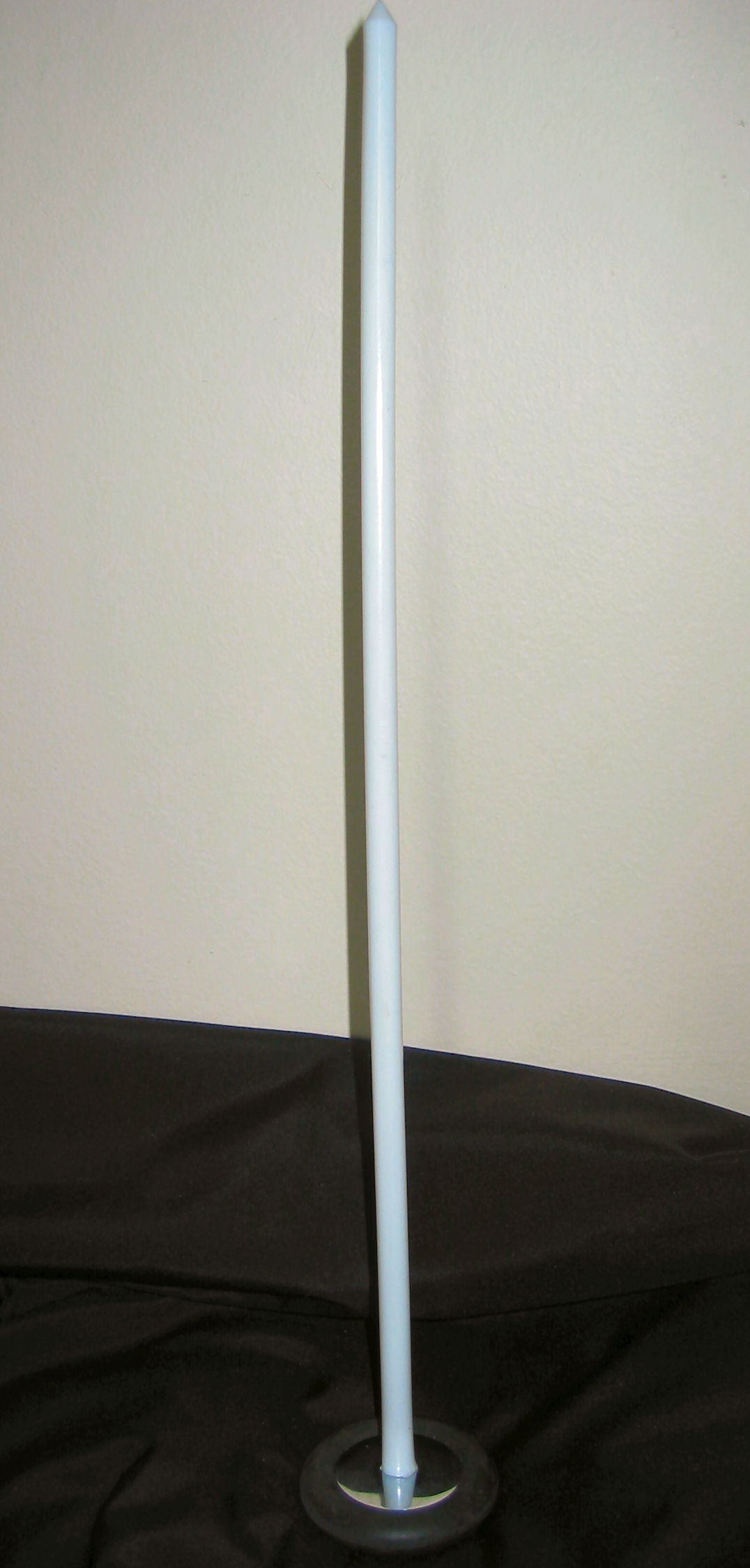
مطرقة كوين سكوير.

- مطرقة كوين سكوير كانت تصنع من الخيزران بطول مقبض من 25 إلى 40 سم موصولة إلى قرص معدني مع مخمد بلاستيكي قطره 5 سم.
- مطرقة بابينسكي وهي تشبه مطرقة كوين سكوير إلى أن القبضة المعدنية تكون قابلة للفك والتركيب.